# Short Music for Short People
Short Music for Short People est une compilation punk sortie chez Fat Wreck Chords en 1999. Elle comprend 101 groupes jouant des chansons d'une durée moyenne d'environ 30 secondes.
À quelques exceptions près, la plupart des morceaux de l'album ont été écrits et enregistrés spécifiquement pour cette sortie à la demande du fondateur de Fat Wreck Chords et bassiste/chanteur du groupe NOFX, Fat Mike.
On y retrouve certains groupes pop-punk comme The Offspring, Blink-182 et AFI et, également, les grands noms du Punk-Rock des années 90, notamment Green Day, NOFX, Rancid, No Use for a Name, Lagwagon, Bad Religion ou Pennywise. Le titre de l'album est une référence directe à un slogan inventé par Monte Cazazza pour qualifier la musique industrielle : Industrial Music for Industrial People.
La compilation culmine à la 191e place du Billboard 200.

## Liste des titres et groupes
Pour des raisons techniques, un CD ne pouvant avoir au maximum que 99 pistes, les trois dernières chansons furent regroupées sur une même piste.
| Short Music for Short People | Short Music for Short People                                                           | Short Music for Short People | Short Music for Short People | Short Music for Short People | Short Music for Short People | Short Music for Short People | Short Music for Short People | Short Music for Short People | Short Music for Short People |
| No                           | Titre                                                                                  | Artiste                      | Durée                        |                              |                              |                              |                              |                              |                              |
| ---------------------------- | -------------------------------------------------------------------------------------- | ---------------------------- | ---------------------------- | ---------------------------- | ---------------------------- | ---------------------------- | ---------------------------- | ---------------------------- | ---------------------------- |
| 1.                           | Short Attention Span                                                                   | Fizzy Bangers                | 0:08                         |                              |                              |                              |                              |                              |                              |
| 2.                           | Anchor                                                                                 | Less Than Jake               | 0:30                         |                              |                              |                              |                              |                              |                              |
| 3.                           | Ketchup Soup                                                                           | Teen Idols                   | 0:30                         |                              |                              |                              |                              |                              |                              |
| 4.                           | A.C.A.B. (All Comic Heroes are Fascist Pigs)                                           | Terrorgruppe                 | 0:24                         |                              |                              |                              |                              |                              |                              |
| 5.                           | Overcoming Learned Behavior                                                            | Good Riddance                | 0:27                         |                              |                              |                              |                              |                              |                              |
| 6.                           | Quit Your Job (from Born on the First of July)                                         | Chixdiggit                   | 0:24                         |                              |                              |                              |                              |                              |                              |
| 7.                           | Ready                                                                                  | The Living End               | 0:34                         |                              |                              |                              |                              |                              |                              |
| 8.                           | Out of Hand (Greg Graffin)                                                             | Bad Religion                 | 0:39                         |                              |                              |                              |                              |                              |                              |
| 9.                           | Asian Pride                                                                            | Hi-Standard                  | 0:29                         |                              |                              |                              |                              |                              |                              |
| 10.                          | Steamroller Blues                                                                      | Aerobitch                    | 0:26                         |                              |                              |                              |                              |                              |                              |
| 11.                          | Doin' Laundry                                                                          | Nerf Herder                  | 0:29                         |                              |                              |                              |                              |                              |                              |
| 12.                          | Freegan (de l'album Stay Asleep)                                                       | Bigwig                       | 0:32                         |                              |                              |                              |                              |                              |                              |
| 13.                          | Not Again                                                                              | Undeclinable Ambuscade       | 0:31                         |                              |                              |                              |                              |                              |                              |
| 14.                          | Waste Away (Clements, Crowen, Dunegan, Haberman, Frady)                                | Fury 66                      | 0:29                         |                              |                              |                              |                              |                              |                              |
| 15.                          | The Radio Still Sucks                                                                  | The Ataris                   | 0:28                         |                              |                              |                              |                              |                              |                              |
| 16.                          | Armageddon Singalong                                                                   | Unwritten Law                | 0:36                         |                              |                              |                              |                              |                              |                              |
| 17.                          | Hearts Frozen Solid, Thawed Once More by the Spring of Rage, Despair, and Hopelessness | AFI                          | 0:32                         |                              |                              |                              |                              |                              |                              |
| 18.                          | Farts Are Jazz to Assholes                                                             | Dillinger Four               | 0:33                         |                              |                              |                              |                              |                              |                              |
| 19.                          | Surf City                                                                              | Spread                       | 0:28                         |                              |                              |                              |                              |                              |                              |
| 20.                          | Back to You                                                                            | Swingin' Utters              | 0:33                         |                              |                              |                              |                              |                              |                              |
| 21.                          | Outhouse of Doom                                                                       | The Bar Feeders              | 0:34                         |                              |                              |                              |                              |                              |                              |
| 22.                          | Alienation                                                                             | Citizen Fish                 | 0:32                         |                              |                              |                              |                              |                              |                              |
| 23.                          | Family Reunion                                                                         | Blink-182                    | 0:36                         |                              |                              |                              |                              |                              |                              |
| 24.                          | Mirror, Signal, Wheelspin                                                              | Goober Patrol                | 0:28                         |                              |                              |                              |                              |                              |                              |
| 25.                          | Saturday Night                                                                         | Killswitch                   | 0:32                         |                              |                              |                              |                              |                              |                              |
| 26.                          | Bedroom Windows                                                                        | Enemy You                    | 0:24                         |                              |                              |                              |                              |                              |                              |
| 27.                          | Sara Fisher                                                                            | No Use for a Name            | 0:30                         |                              |                              |                              |                              |                              |                              |
| 28.                          | The Ballad of Wilhelm Fink                                                             | Green Day                    | 0:32                         |                              |                              |                              |                              |                              |                              |
| 29.                          | Delraiser Part III: Del on Earth                                                       | Consumed                     | 0:27                         |                              |                              |                              |                              |                              |                              |
| 30.                          | Told You Once                                                                          | The Mr. T Experience         | 0:11                         |                              |                              |                              |                              |                              |                              |
| 31.                          | Randal Gets Drunk                                                                      | Lagwagon                     | 0:28                         |                              |                              |                              |                              |                              |                              |
| 32.                          | Fishfuck                                                                               | Gwar                         | 0:32                         |                              |                              |                              |                              |                              |                              |
| 33.                          | Howdy Doody in the Woodshed                                                            | The Dickies                  | 0:32                         |                              |                              |                              |                              |                              |                              |
| 34.                          | Long Enough to Forget You                                                              | Samiam                       | 0:29                         |                              |                              |                              |                              |                              |                              |
| 35.                          | Erik Sandin's Stand-In                                                                 | Dogpiss                      | 0:33                         |                              |                              |                              |                              |                              |                              |
| 36.                          | We Want the Kids                                                                       | 59 Times the Pain            | 0:20                         |                              |                              |                              |                              |                              |                              |
| 37.                          | Warren's Song Part 8                                                                   | Bracket                      | 0:31                         |                              |                              |                              |                              |                              |                              |
| 38.                          | No Fgcnuik (de l'album Sex Mad)                                                        | Nomeansno                    | 0:31                         |                              |                              |                              |                              |                              |                              |
| 39.                          | I Like Food (Bill Stevenson, du EP Fat)                                                | Descendents                  | 0:17                         |                              |                              |                              |                              |                              |                              |
| 40.                          | Triple Track                                                                           | Dance Hall Crashers          | 0:32                         |                              |                              |                              |                              |                              |                              |
| 41.                          | Don Camero Lost His Mind                                                               | Guttermouth                  | 0:29                         |                              |                              |                              |                              |                              |                              |
| 42.                          | X-99 (Limp)                                                                            | Limp                         | 0:38                         |                              |                              |                              |                              |                              |                              |
| 43.                          | Faust                                                                                  | Jughead's Revenge            | 0:31                         |                              |                              |                              |                              |                              |                              |
| 44.                          | Deny Everything (Keith Morris, Roger Rogerson; de l'album Group Sex)                   | Circle Jerks                 | 0:25                         |                              |                              |                              |                              |                              |                              |
| 45.                          | Hand Grenades                                                                          | The Offspring                | 0:36                         |                              |                              |                              |                              |                              |                              |
| 46.                          | Mike Booted Our First Song, So We Recorded This One Instead                            | Mad Caddies                  | 0:28                         |                              |                              |                              |                              |                              |                              |
| 47.                          | Union Yes                                                                              | The Criminals                | 0:34                         |                              |                              |                              |                              |                              |                              |
| 48.                          | Dirty Needles (Ben Weasel; de l'album Television City Dream)                           | Screeching Weasel            | 0:27                         |                              |                              |                              |                              |                              |                              |
| 49.                          | 300 Miles                                                                              | One Man Army                 | 0:29                         |                              |                              |                              |                              |                              |                              |
| 50.                          | Klawsterfobia                                                                          | Strung Out                   | 0:30                         |                              |                              |                              |                              |                              |                              |
| 51.                          | You Don't Know Shit (Youth Brigade)                                                    | Youth Brigade                | 0:34                         |                              |                              |                              |                              |                              |                              |
| 52.                          | Doin' Fine                                                                             | Groovie Ghoulies             | 0:27                         |                              |                              |                              |                              |                              |                              |
| 53.                          | John for the Working Man                                                               | Tilt                         | 0:30                         |                              |                              |                              |                              |                              |                              |
| 54.                          | A Prayer for the Complete and Utter Eradication of All Generic Pop-Punk                | Spazz                        | 0:26                         |                              |                              |                              |                              |                              |                              |
| 55.                          | It's a Real Time Thing                                                                 | The Damned                   | 0:31                         |                              |                              |                              |                              |                              |                              |
| 56.                          | All My Friends Are in Popular Bands                                                    | 88 Fingers Louie             | 0:31                         |                              |                              |                              |                              |                              |                              |
| 57.                          | I Hate Punk Rock                                                                       | D.O.A.                       | 0:31                         |                              |                              |                              |                              |                              |                              |
| 58.                          | Fun                                                                                    | Pulley                       | 0:31                         |                              |                              |                              |                              |                              |                              |
| 59.                          | To All the Kids                                                                        | The Vandals                  | 0:28                         |                              |                              |                              |                              |                              |                              |
| 60.                          | 30 Seconds Till the End of the World                                                   | Pennywise                    | 0:32                         |                              |                              |                              |                              |                              |                              |
| 61.                          | Get a Grip                                                                             | No Fun at All                | 0:27                         |                              |                              |                              |                              |                              |                              |
| 62.                          | Blatty (Human Egg)                                                                     | Sick of It All               | 0:32                         |                              |                              |                              |                              |                              |                              |
| 63.                          | I Got None                                                                             | ALL                          | 0:29                         |                              |                              |                              |                              |                              |                              |
| 64.                          | See Her Pee                                                                            | NOFX                         | 0:32                         |                              |                              |                              |                              |                              |                              |
| 65.                          | F.O.F.O.D. (Kevin Seconds)                                                             | 7 Seconds                    | 0:31                         |                              |                              |                              |                              |                              |                              |
| 66.                          | Blacklisted                                                                            | Rancid                       | 0:27                         |                              |                              |                              |                              |                              |                              |
| 67.                          | Chandeliers and Souvenirs                                                              | Diesel Boy                   | 0:29                         |                              |                              |                              |                              |                              |                              |
| 68.                          | Your Kung Fu Is Old...and Now You Must Die!!!                                          | Adrenalin O.D.               | 0:31                         |                              |                              |                              |                              |                              |                              |
| 69.                          | My Pants Keep Falling Down                                                             | Frenzal Rhomb                | 0:31                         |                              |                              |                              |                              |                              |                              |
| 70.                          | I Hate Your Fucking Guts                                                               | The Queers                   | 0:30                         |                              |                              |                              |                              |                              |                              |
| 71.                          | Comin' to Your Town                                                                    | D.I.                         | 0:26                         |                              |                              |                              |                              |                              |                              |
| 72.                          | Spray Paint (Chuck Dukowski, Greg Ginn; de l'album Damaged)                            | Black Flag                   | 0:32                         |                              |                              |                              |                              |                              |                              |
| 73.                          | Rage Against the Machine Are Capitalist Phonies                                        | White Flag                   | 0:28                         |                              |                              |                              |                              |                              |                              |
| 74.                          | Bring It to an End                                                                     | Anti-Flag                    | 0:28                         |                              |                              |                              |                              |                              |                              |
| 75.                          | Not a Happy Man (Davis White)                                                          | Avail                        | 0:35                         |                              |                              |                              |                              |                              |                              |
| 76.                          | Old Mrs. Cuddy                                                                         | The Real McKenzies           | 0:31                         |                              |                              |                              |                              |                              |                              |
| 77.                          | Traitor                                                                                | Agnostic Front               | 0:31                         |                              |                              |                              |                              |                              |                              |
| 78.                          | Life Rules 101 (Dave Smalley)                                                          | Down by Law                  | 0:31                         |                              |                              |                              |                              |                              |                              |
| 79.                          | Wake Up                                                                                | Radio Days                   | 0:32                         |                              |                              |                              |                              |                              |                              |
| 80.                          | Too Bad You Don't Get It                                                               | Useless ID                   | 0:34                         |                              |                              |                              |                              |                              |                              |
| 81.                          | Humanity                                                                               | Poison Idea                  | 0:35                         |                              |                              |                              |                              |                              |                              |
| 82.                          | In Your Head                                                                           | Men O' Steel                 | 0:25                         |                              |                              |                              |                              |                              |                              |
| 83.                          | Supermarket Forces                                                                     | Subhumans                    | 0:32                         |                              |                              |                              |                              |                              |                              |
| 84.                          | Tribute to the Mammal                                                                  | Buckwild                     | 0:22                         |                              |                              |                              |                              |                              |                              |
| 85.                          | Pretty Houses                                                                          | Lunachicks                   | 0:28                         |                              |                              |                              |                              |                              |                              |
| 86.                          | The Band That Wouldn't Die                                                             | Dwarves                      | 0:38                         |                              |                              |                              |                              |                              |                              |
| 87.                          | Like a Fish in Water                                                                   | The Bouncing Souls           | 0:34                         |                              |                              |                              |                              |                              |                              |
| 88.                          | Turn It Up                                                                             | The Almighty Trigger Happy   | 0:30                         |                              |                              |                              |                              |                              |                              |
| 89.                          | Madam's Apple (Dan Root, Daniel Gadbury)                                               | One Hit Wonder               | 0:32                         |                              |                              |                              |                              |                              |                              |
| 90.                          | Staggering (Mel Chappell)                                                              | Hotbox                       | 0:28                         |                              |                              |                              |                              |                              |                              |
| 91.                          | DMV                                                                                    | 20%                          | 0:29                         |                              |                              |                              |                              |                              |                              |
| 92.                          | Big Fat Skinhead                                                                       | Snuff                        | 0:30                         |                              |                              |                              |                              |                              |                              |
| 93.                          | Pimmel (Kim Shattuck)                                                                  | The Muffs                    | 0:34                         |                              |                              |                              |                              |                              |                              |
| 94.                          | Mr. Brett, Please Put Down Your Gun                                                    | H2O                          | 0:30                         |                              |                              |                              |                              |                              |                              |
| 95.                          | Wake Up                                                                                | Bodyjar                      | 0:33                         |                              |                              |                              |                              |                              |                              |
| 96.                          | Eyez                                                                                   | Nicotine                     | 0:26                         |                              |                              |                              |                              |                              |                              |
| 97.                          | Another Stale Cartoon                                                                  | Satanic Surfers              | 0:31                         |                              |                              |                              |                              |                              |                              |
| 98.                          | I Don't Mind                                                                           | Ten Foot Pole                | 0:31                         |                              |                              |                              |                              |                              |                              |
| 99.                          | - Welcome to Dumpsville, Population: You - NY Ranger - The Count                       | Caustic Soda Misfits Wizo    | 1:25                         |                              |                              |                              |                              |                              |                              |
| 49:27                        |                                                                                        |                              |                              |                              |                              |                              |                              |                              |                              |